# Alansmia senilis
Alansmia senilis är en stensöteväxtart som först beskrevs av Fée, och fick sitt nu gällande namn av Moguel och M. Kessler. Alansmia senilis ingår i släktet Alansmia och familjen Polypodiaceae. Inga underarter finns listade.